# Sentenced
Sentenced – zespół heavymetalowy założony w fińskim mieście Oulu w roku 1989 na kanwie formacji Deformity. W jego skład wchodzili Miika Tenkula (gitara, wokal), Lari Kylmänen (gitara basowa) i Tuure Heikkila (perkusja). Niedługo potem, w 1989, przyszedł czas na zmiany w składzie, Lari i Tuure opuścili Deformity, a na ich miejsce do zespołu dołączyli Sami Lopakka (gitara) i Vesa Ranta (perkusja). W tamtym czasie została także zmieniona nazwa, na Sentenced. Muzyka natomiast zaczęła podążać ścieżką death metalu, a nie jak wcześniej thrash metalu.
W 1990 Sentenced nagrało swoje pierwsze demo, zatytułowane When Death Joins Us w Tico-Tico. Dzięki temu, zespół podpisał kontrakt z małą francuską wytwórnią Trash Records. W krótkim czasie po tym, do zespołu dołączył Taneli Jarva (gitara basowa), w rok później zespół nagrał drugie demo Rotting Ways to Misery. Zaowocowało to wydaniem w 1991 debiutanckiego albumu Shadows of the Past. Grupa jednak nie odniosła żadnego sukcesu. Mimo to muzycy nie zniechęcili się i nagrali kolejne demo Journey to Pahjola. Dzięki temu podpisali kontrakt z rodzimą wytwórnia Spinefarm Records. W grudniu 1992 weszli do studia Tico-Tico, aby nagrac swój drugi album North from Here. Rolę wokalisty przejął Taneli Jarva. Materiały z albumu prezentowały się lepiej niż na poprzednim albumie. Album został uznany i wydany na całym świecie przez Century Media. W tym samym roku, 1993, została wydana EP The Trooper z 3 utworami i coverem Iron Maiden.
Przełomem dla Sentenced okazał się rok 1994, podpisanie kontraktu z Century Media Records, w styczniu roku następnego zespół wydał album Amok. Do dzisiaj uważa się tę płytę za najlepszą w całym dorobku zespołu. Grupa uzyskała wielkie uznanie. Muzyka zmieniła się, była wolniejsza i bardziej melodyjna, bardziej mroczna i depresyjna, jednak nadal były wyczuwalne korzenie death metalu. Pod koniec 1995 powstała kolejna EP Love & Death, w tym samym czasie zespół opuścił Taneli, oficjalnym wytłumaczeniem był brak czasu i zbyt duże, jak dla Jarvy, zainteresowanie zespołem. Nieoficjalnie mówiło się o sprzeczkach z Lopakką i reszta muzyków, o kierunek, w jakim chcieli podążać.
W 1996 do Sentenced dołączył nowy wokalista, Ville Laihiala. Nowy frontman nie dysponował tak głębokim growlem jak Jarva, ale miał szerszą skalę głosu. W tym samym roku ukazał się kolejny album, Down. Zespół po raz pierwszy nagrywał poza Finlandią, w Woodhouse Studios. W wielu magazynach europejskich Down został uznany za album miesiąca, doceniono go na całym świecie, czego uwieńczeniem była trasa koncertowa po Ameryce i Japonii. W czasie trasy, na basie grał Sami Kukkohovi, jako muzyk sesyjny; wkrótce stał się on pełnym członkiem zespołu. W 1997 Spinefarm Records i Century Media wydali składankę utworów Sentenced Story – Greatest Kills.
Piąty album Finów, również nagrywany w Woodhouse Studios nosił tytuł Frozen, był on kontynuacją drogi muzycznej, jaką zespół obrał na Down. Depresyjne i smutne teksty utworów stają się jakby wizytówka zespołu. Rok później ukazało się nowe wydanie Frozen w digipacku, z czterema coverami i zmienioną kolejnością utworów. Na początku 2000 został wydany szósty album grupy, Crimson, który w Finlandii od razu zyskał miano najlepiej sprzedającego się albumu. Na albumie, zespół dalej nie schodził ze ścieżki, którą wybrał przy nagrywaniu Down.
Pod koniec 2000 zespół zrobił sobie półroczną przerwę. Na kolejny album trzeba było czekać ponad dwa lata. The Cold White Light ukazał się 13 maja 2002. Podobnie do poprzedniego albumu, już po tygodniu znajdował się wśród najlepiej sprzedających się albumów w Finlandii. Na jesieni 2002 Sentenced wyruszyło w trasę koncertową po USA wraz z Dark Tranquillity, In Flames i Killswitch Engage, a następnie po Europie, wspólnie z Lacuna Coil. W 2003 zespół skomponował i wydał specjalnie dla drużyny hokejowej z Oulu, Oulun Kärpät, utwór Routasydän – jest to jedyna piosenka Sentenced wykonywana w języku fińskim.
W 2005 zespół wydał kolejny, długo oczekiwany album. The Funeral Album okazał się prawdziwym pogrzebem zespołu, nagrodzonym w konkursie Finnish Metal Awards 2005 pierwszymi nagrodami z kategorii: „album roku”, „okładka roku” oraz „zespół roku”. Sentenced, po 16 latach grania postanowił zaprzestań nagrywania kolejnych albumów, co na pewno było dla fanów ogromnym szokiem. Ville Laihiala przeszedł do zespołu Poisonblack.

## Muzycy
| Ostatni skład zespołu - Ville Laihiala – śpiew (1996–2005) - Sami Kukkohovi – gitara basowa (1997–2005) - Vesa Ranta – perkusja (1989–2005) - Miika Tenkula (zmarły) – gitara (1989–2005), wokal (1989–1992), gitara basowa (1996) - Sami Lopakka – gitara (1989–2005), keyboard (1993) |  | Byli członkowie zespołu - Taneli Jarva – gitara basowa (1991–1995), wokal (1992–1995) - Lari Kylmänen – gitara basowa (1989–1991) Muzycy koncertowi - Niko Karppinen – gitara basowa (1995–1996) - Tarmo Kanerva – perkusja (1999) |

## Dyskografia
| 1991                           | Shadows of the Past - Data: listopad 1991 - Wydawca: Thrash Records        | –  | –  | –  | –  |                    |
| 1993                           | North from Here - Data: 1 czerwca 1993 - Wydawca: Spinefarm Records        | –  | –  | –  | –  |                    |
| 1995                           | Amok - Data: 3 stycznia 1995 - Wydawca: Century Media Records              | –  | –  | –  | –  |                    |
| 1996                           | Down - Data: 11 listopada 1996 - Wydawca: Century Media Records            | 14 | –  | –  | –  |                    |
| 1998                           | Frozen - Data: 15 lipca 1998 - Wydawca: Century Media Records              | 3  | 73 | –  | –  |                    |
| 2000                           | Crimson - Data: 17 stycznia 2000 - Wydawca: Century Media Records          | 1  | 47 | –  | –  |                    |
| 2002                           | The Cold White Light - Data: 13 maja 2002 - Wydawca: Century Media Records | 1  | 45 | –  | –  | - FIN: złota płyta |
| 2005                           | The Funeral Album - Data: 30 maja 2005 - Wydawca: Century Media Records    | 1  | 49 | 59 | 62 |                    |
| „–” pozycja nie była notowana. |                                                                            |    |    |    |    |                    |

| 1999                           | „Killing Me Killing You” | 5 | Crimson              |
| 2002                           | „No One There”           | 2 | The Cold White Light |
| 2003                           | „Routasydän”             | – | –                    |
| 2005                           | „Ever-Frost”             | 1 | The Funeral Album    |
| „–” pozycja nie była notowana. |                          |   |                      |

| 1997                           | Story: A Recolection - Data: 24 listopada 1997 - Wydawca: Century Media Records                  | 7  | - FIN: złota płyta |
| 2009                           | Coffin – The Complete Discography - Data: 13 listopada 2009 - Wydawca: Century Media Records     | 22 |                    |
| 2012                           | Death Metal Orchestra from Finland - Data: 15 października 2012 - Wydawca: Century Media Records | –  |                    |
| „–” pozycja nie była notowana. |                                                                                                  |    |                    |

| Rok  | Tytuł                                           | Uwagi                                          |
| ---- | ----------------------------------------------- | ---------------------------------------------- |
| 1991 | Cronology of Death - Data: 1991 - Wydawca: brak | - split z Carbonized, Bluuurgh... i Xenophobia |

| Rok  | Tytuł                                                                                 |
| ---- | ------------------------------------------------------------------------------------- |
| 1990 | When Death Joins Us (demo) - Data: 10 listopada 1990 - Wydawca: brak (wydanie własne) |
| 1991 | Rotting Ways To Misery (demo) - Data: czerwiec 1991 - Wydawca: brak (wydanie własne)  |
| 1992 | Journey to Pahjola (demo) - Data: marzec 1992 - Wydawca: brak (wydanie własne)        |
| 1994 | The Trooper (EP) - Data: 7 października 1994 - Wydawca: Spinefarm Records             |
| 1995 | Love & Death (EP) - Data: 25 września 1995 - Wydawca: Century Media Records           |

## Wideografia
| Rok  | Tytuł                                                                         | Pozycja na liście | Pozycja na liście | Certyfikat         |
| Rok  | Tytuł                                                                         | FIN               | JPN               | Certyfikat         |
| ---- | ----------------------------------------------------------------------------- | ----------------- | ----------------- | ------------------ |
| 2006 | Buried Alive (DVD) - Data: 21 listopada 2006 - Wydawca: Century Media Records | 1                 | 80                | - FIN: złota płyta |

## Teledyski
| Rok  | Tytuł                      | Reżyseria        | Album                | Źródło |
| ---- | -------------------------- | ---------------- | -------------------- | ------ |
| 1995 | „Nepenthe”                 | –                | Amok                 | [ 30 ] |
| 1996 | „Noose”                    | Sökö Kaukoranta  | Down                 | [ 30 ] |
| 1998 | „The Suicider”             | –                | Frozen               | [ 30 ] |
| 2000 | „Killing Me Killing You”   | Pasi Pauni       | Crimson              | [ 30 ] |
| 2002 | „No One There”             | Pete Veijalainen | The Cold White Light | [ 30 ] |
| 2005 | „Ever-Frost”               | Mika Ronkainen   | The Funeral Album    | [ 30 ] |
| 2006 | „May Today Become The Day” | Mika Ronkainen   | Buried Alive         | [ 30 ] |
| 2006 | „Despair-Ridden Hearts”    | Mika Ronkainen   | Buried Alive         | [ 30 ] |